# Ko Jin-ho
고진호
Œuvres principales
Première œuvre : Scramble Shark
Autres ouvrages :
- +Again
- Croquis Pop

Dans ce nom coréen, le nom de famille, Ko, précède le nom personnel.
Ko Jin-Ho (고진호) est un manhwaga né en 1975 à Jang Sung.
Il débute à 20 ans sous la direction de Park Sung-Woo (Dark Striker, Sirius). Il est lauréat du prix spécial du festival international des BD et des jeux de Dong-A LG en 2001.

## Source
- Site des Éditions Tokebi